# آسامی کیتاگاوا
آسامی کیتاگاوا (به انگلیسی: Asami Kitagawa) (زادهٔ ۳ اکتبر ۱۹۸۷) شناگر اهل ژاپن است.